# Mykoła Usykow
Mykoła Semenowycz Usykow, ukr. Микола Семенович Усиков, ros. Николай Семёнович Усиков, Nikołaj Siemionowicz Usikow (ur. 26 kwietnia?/9 maja 1915, Imperium Rosyjskie, zm. 19??) – ukraiński piłkarz, grający na pozycji obrońcy lub pomocnika, trener piłkarski.

## Kariera piłkarska
Karierę piłkarską rozpoczął w klubie ChPz Charków. W 1939 bronił barw Spartaka Charków. Po zakończeniu II wojny światowej w 1945 został piłkarzem Łokomotywu Charków, w którym zakończył karierę piłkarza w roku 1948.

## Kariera trenerska
Po zakończeniu kariery piłkarskiej rozpoczął pracę szkoleniowca. Na początku 1949 został mianowany na stanowisko głównego trenera Dzerżyńca Charków. W 1951 pomagał trenować Łokomotyw Charków. W 1962 prowadził Torpedo Charków.